# Dichoniopsis
Dichoniopsis é um gênero de traça pertencente à família Arctiidae.